# Lobelia filicaulis
Lobelia filicaulis là loài thực vật có hoa trong họ Hoa chuông. Loài này được (C.Presl) Schönland mô tả khoa học đầu tiên năm 1919.